# Łopiennik Górny (gmina)

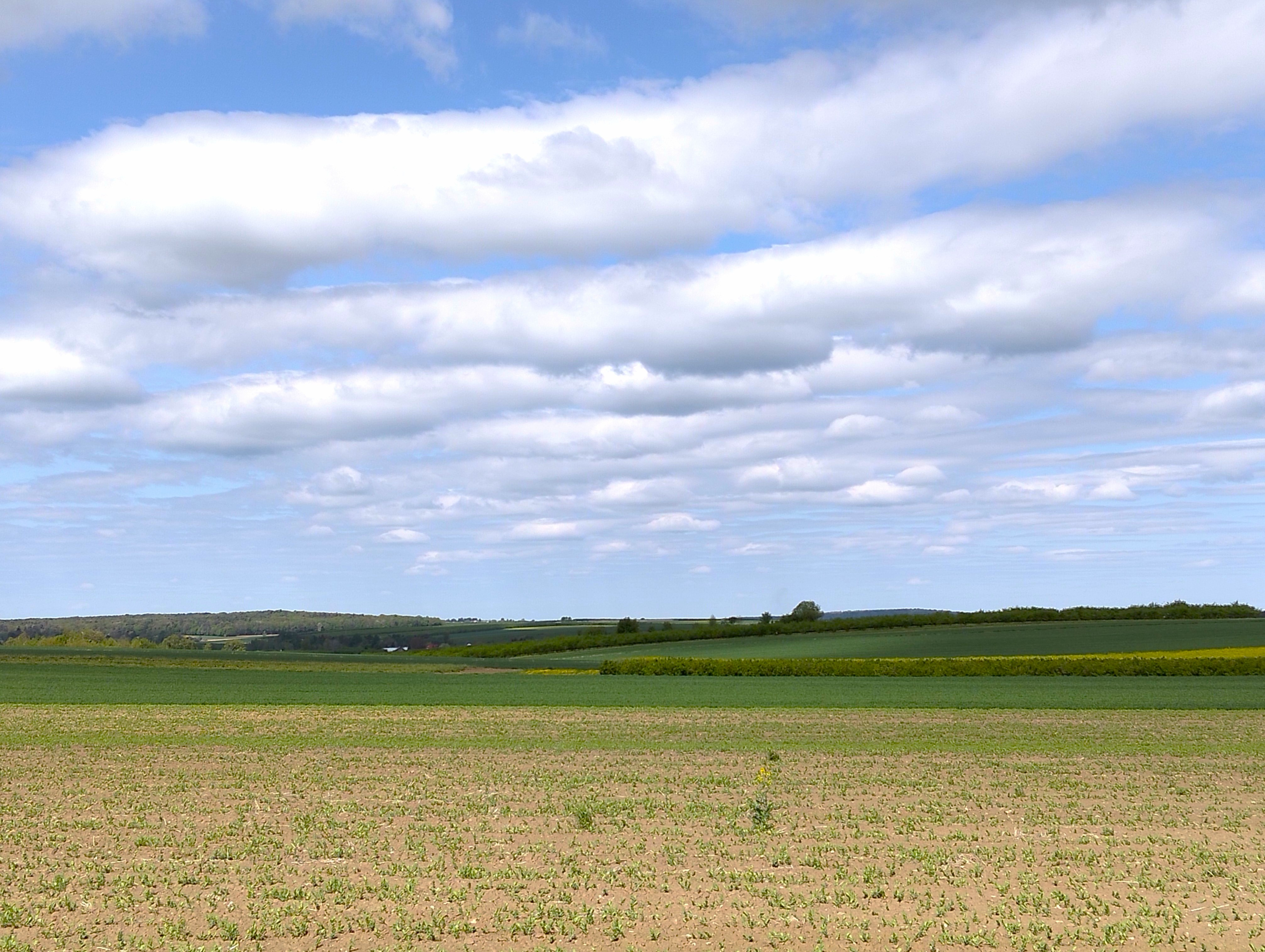
Krajobraz gminy

Łopiennik Górny (daw. gmina Łopiennik) – gmina wiejska w województwie lubelskim, w powiecie krasnostawskim. W latach 1975–1998 gmina położona była w województwie chełmskim. Siedziba gminy to Łopiennik Górny.
Według danych z 30 czerwca 2004 gminę zamieszkiwało 4390 osób.

## Struktura powierzchni
Według danych z roku 2002 gmina Łopiennik Górny ma obszar 106,25 km², w tym:
- użytki rolne: 71%
- użytki leśne: 20%

Gmina stanowi 9,34% powierzchni powiatu.

## Demografia

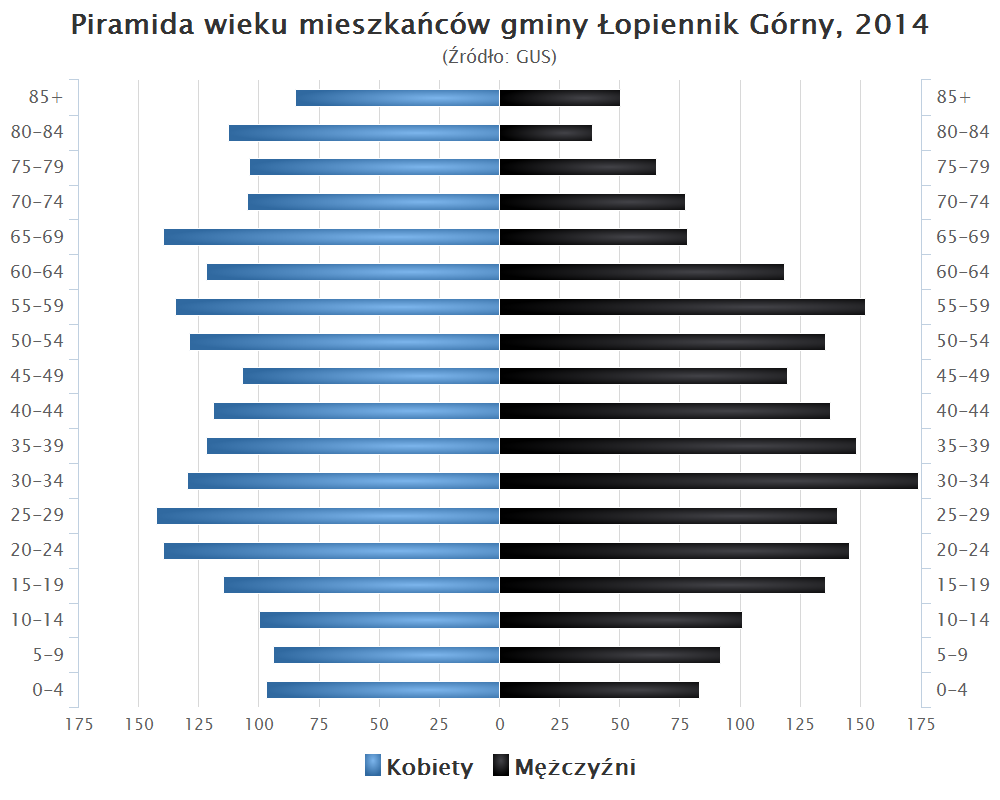
Piramida wieku mieszkańców gminy Łopiennik Górny w 2014 roku

Dane z 30 czerwca 2004:
| Opis                              | Ogółem | Ogółem | Kobiety | Kobiety | Mężczyźni | Mężczyźni |
| --------------------------------- | ------ | ------ | ------- | ------- | --------- | --------- |
| jednostka                         | osób   | %      | osób    | %       | osób      | %         |
| populacja                         | 4390   | 100    | 2232    | 50,8    | 2158      | 49,2      |
| gęstość zaludnienia (mieszk./km²) | 41,3   | 41,3   | 21      | 21      | 20,3      | 20,3      |

## Sołectwa
Borowica, Dobryniów, Dobryniów-Kolonia, Gliniska, Krzywe, Łopiennik Dolny, Łopiennik Dolny-Kolonia, Łopiennik Górny, Łopiennik Nadrzeczny, Łopiennik Podleśny, Majdan Krzywski, Nowiny, Olszanka, Wola Żulińska, Żulin.

## Sąsiednie gminy
Fajsławice, Gorzków, Krasnystaw, Rejowiec, Rejowiec Fabryczny, Rybczewice, Trawniki